# Klimmendaal

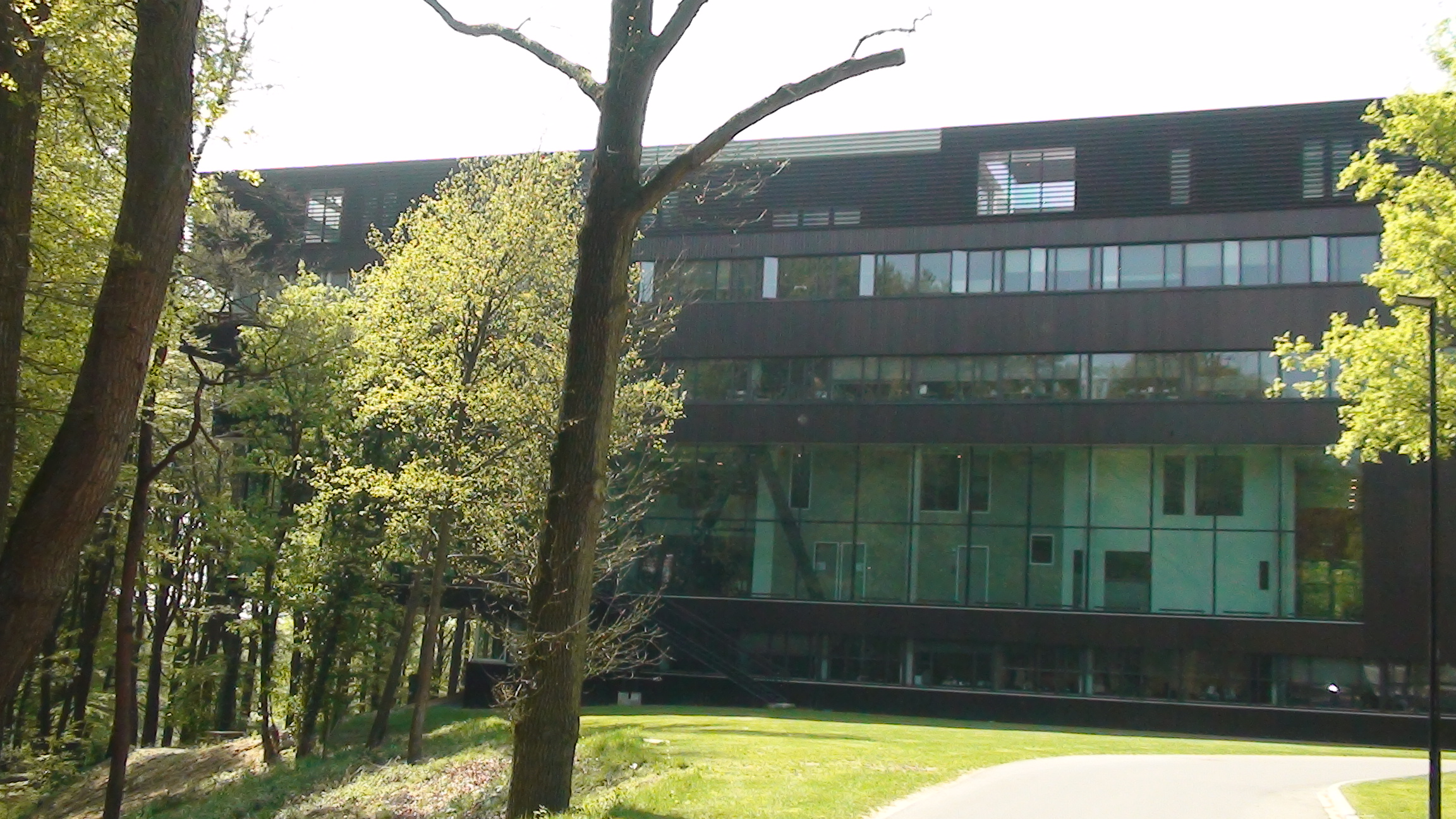
Hoofdgebouw Klimmendaal, Arnhem

Klimmendaal is een revalidatiecentrum voor mensen met fysieke of cognitieve beperking. De instelling heeft diverse locaties in Oost-Nederland. Het is een van de negen centra in Nederland met de specialisatie kinderrevalidatie.

## Geschiedenis
In 1992 is Groot Klimmendaal ontstaan uit een fusie tussen Bio Kinderrevalidatie, Klimmendaal en de Johanna Stichting. In 2010 zijn de letters 'RMC', die staan voor Revalidatie Medisch Centrum, toegevoegd aan de naam Groot Klimmendaal. De fusie tussen RMC Groot Klimmendaal en ViaReva zorgde voor de huidige naam: Klimmendaal, ofwel Klimmendaal Revalidatiespecialisten.
De hoofdvestiging ligt aan de Heijenoordseweg in Arnhem, tussen Landgoed Mariëndaal en Het Dorp. Op deze locatie is begin 2010 de nieuwbouw in gebruik genomen. Dit ontwerp van architect Koen van Velsen was BNA Gebouw van het Jaar 2010, en won onder meer de Hedy d'Ancona-prijs, en bij de Dutch Design Awards de Publieksprijs en de vakjuryprijs Beste Interieur Commercieel.

## Specialismen
Revalidatiegeneeskunde stelt zich ten doel patiënten (revalidanten) zo min mogelijk beperking te laten ondervinden van een aandoening. Behalve medische behandeling wordt hiertoe ook paramedische zorg ingezet, zoals fysiotherapie, logopedie en ergotherapie. Bij Klimmendaal is zowel opname als poliklinische behandeling mogelijk. De opnames vinden plaats op de hoofdvestiging in Arnhem, of in de vestiging in Apeldoorn. De poliklinische revalidatie vindt ook plaats in ziekenhuis Rijnstate in Arnhem, Ziekenhuis Gelderse Vallei in Ede, De Hunneperkade in Deventer, behandelcentrum Sutfene in Zutphen en het Slingeland Ziekenhuis in Doetinchem. 

### Kinderrevalidatie
Klimmendaal is gespecialiseerd in kinderrevalidatie. Het is bij kinderen belangrijk dat, naast dat ze zo min mogelijk beperkingen ondervinden van hun aandoening, de ontwikkeling van het kind zo min mogelijk belemmerd wordt. Hiervoor zijn er naast artsen en paramedici ook pedagogisch medewerkers in dienst en wordt er nauw samengewerkt met scholen. Aandoeningen die de kinderen in Klimmendaal brengen zijn bijvoorbeeld hersenletsel, al dan niet aangeboren, open rug en eetstoornissen. De poliklinische revalidatie vindt ook plaats in Ziekenhuis Gelderse Vallei in Ede, het Slingeland Ziekenhuis in Doetinchem en de scholen Het Kroonpad in Apeldoorn, Mariëndael in Arnhem, Lichtenbeek in Arnhem en Mariëndael in Doetinchem.

## Cijfers
Jaarlijks worden er 6600 patiënten (5700 poliklinisch en 900 klinisch) behandeld door 800 medewerkers. De opnamecapaciteit is 112 bedden.